# STec
sTec, Inc.は、カリフォルニア州に本拠を構えていたアメリカのコンピュータ・データ・ストレージ技術企業であった。
当社は中国、インド、日本、マレーシア、シリコンバレー（米国）および台湾に研究開発、営業販売、サポートおよび製造拠点を持っていた。
sTec（旧称Simple Technology、のちにSimpleTechに改称）は、1990年にManouch MoshayediとMark Moshayediによって設立された。同社は、フラッシュメモリとダイナミックランダムアクセスメモリ（DRAM）を基にしたソリッドステートドライブ（SSD）を設計、開発、製造し、それらをデータセンター環境および相手先ブランド製造業者（OEM）といった顧客に提供していた。
顧客にはデル、EMCコーポレーション、富士通、HP、IBMが含まれる。sTecは同様に、ディストリビューター、リセラー、システム・インテグレーターも（顧客に）抱えていた。
sTecはウエスタンデジタル社(傘下)のHGSTに買収された。ウエスタンデジタルは、2013年9月12日にsTecの買収を完了した。

## 社史

### Simple Technology時代
1990年、Simple Technologyはイラン出身の2人の兄弟：Manouch MoshayediとMike Moshayediによって設立された。自分たちが貯蓄した$100,000を用いて、兄弟は「コンピューター・メモリ・モジュールを設計および販売する」会社を設立した。3年後、Mark Moshayedi（当時38歳）が最高執行責任者兼最高技術責任者として入社した。彼らはイラン（ペルシャ）系である。Markはそれら(兄弟)に関連している。1990年から2007年まで、同社はフラッシュ・ソリッドステートドライブ、ダイナミックランダムアクセスメモリ（DRAM）、およびスタティックランダムアクセスメモリ（SRAM）を設計および製造した。
1994年、Simple Technologyは一般消費者電子機器向けフラッシュメモリ・ビジネスに参入するため、シーラス・ロジックのフラッシュ・コントローラ事業を買収した。1998年、Simple TechnologyはSiliconTech Inc.を買収した上、同社のフラッシュメモリ・ビジネスの顧客基盤と事業を獲得している。1999年、sTecは1GBソリッドステートIDEストレージデバイス、SDRAMモジュール、およびならびに320MBタイプⅡコンパクトフラッシュを初めて市場に投入した。
Simple TechnologyはSTECのティッカー・シンボルの下、2000年9月26日にナスダック証券取引所の上場企業となった。

### SimpleTech時代
同社は2001年に社名をSimpleTechに短縮した。
SimpleShareコンシューマ・ネットワークアタッチトストレージ・デバイスは2004年11月に発表された。2006年、SimpleTechはピニンファリーナによってデザインされた、初のポータブル外付けハードドライブを発表した。
2007年初め、同社は同社の消費者部門をFabrik Inc.（Keyur Patel、Anaal UdaybabuとともにMike Cordanoによって出資および設立された企業）に現金4,300万ドルで売却した 。
Fabrikは、Joggle.comウェブサイトおよび2008年に売り出された環境に優しい[re]driveを含む、SimpleTechブランド下での製品開発および市場投入を続けた。
Fabrikは2009年に推定9億5,000万ドルで日立製作所に買収された。

### sTec
2007年の売却後、残りのOEM事業はその後STEC, Inc.（後にsTec, Inc.に様式化）として運営され、2013年に買収されるまでナスダックに上場していた。同社はその後ビジネス用フラッシュメモリ製品に注力した。その時点でMike MoshayediはsTecを辞職し、Mark Moshayediが社長兼最高執行責任者となり、そしてManouch MoshayediがCEOとなった。
2007年3月、Mark Moshayediが社長に昇進した。同年、sTecは業界初のエンタープライズ級SSDをOEMに納入した業者となった。
2009年、自社のZeusIOPSエンタープライズSSDの独占顧客としてEMCコーポレーションを発表した後、sTecの売上高は時価総額10億ドルに達した。
2011年4月、sTecはインドのプネーにあるKnowledge Quest Infotech Private Limitedの資産を買収したと発表した。
2012年9月、Mark MoshayediがsTecの最高経営責任者(CEO)に任命された。
2013年6月24日、ウエスタンデジタル・コーポレーションは推定購入価格3億4,000万ドルで、sTecが自社の子会社であるHGSTの一部となると発表した。

## 製品

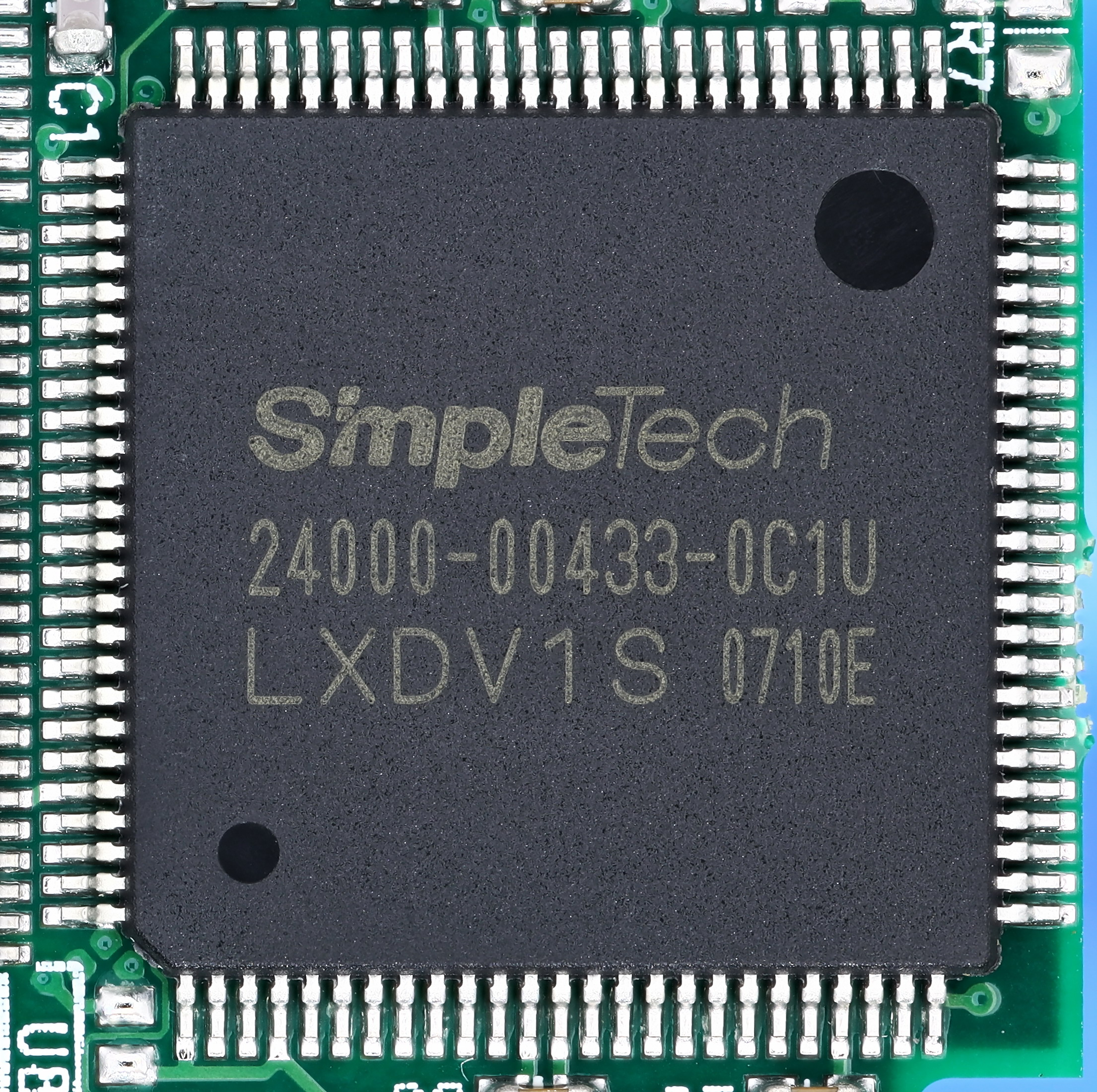
NANDフラッシュコントローラ

SimpleTechはFabrik Inc.が所有する外付けハードドライブとバックアップ製品の消費者向けブランドであり、消費者がデジタル・コンテンツを保存、保護、管理および共有できるようにするため、コンピュータ・ハードウェア、ソフトウェアそしてオンライン・サービスを統合するよう設計されている。このブランドと製品ラインは元々Simple Technology（1990年設立、のちの2001年にSimpleTechに社名変更）によって創設された。
SimpleTechブランドと消費者向け製品には（2007年2月にFabrikへ譲渡された物も含め）フラッシュメモリ・カード、USBフラッシュドライブ、メモリ・アップグレード、外付けおよびポータブル・ディスク・ドライブ・ストレージが含まれる。Fabrikは、消費者が自身のデジタルコンテンツを保存、アクセス、管理そして共有できるよう、バックアップ兼コンテンツ管理ソフトウェアとWebサービス（FabrikUltimateBackup.comとJoggle.com）の統合および（サービス）提供のために、SimpleTechのストレージ・プラットフォームを買収した。
SimpleTech製品ラインには、シグネチャ・ミニUSBポータブル・ドライブ(Pro Driveファミリ)および環境に優しいSimpleTech [re]driveが含まれる。SimpleTechのポータブル外付けストレージ製品ラインのオリジナル・デザインは、フェラーリのデザイン・チーム「ピニンファリーナ」にインスパイアされたものであった。